# اوکتیابرسکویه (جمهوری آلتای)
اوکتیابرسکویه (به لاتین: Oktyabrskoye) یک منطقهٔ مسکونی در روسیه است که در جمهوری آلتای واقع شده‌است.